# Bvfa – Bundesverband Technischer Brandschutz
Im bvfa – Bundesverband Technischer Brandschutz e. V. sind deutsche Hersteller von Produkten für den technischen vorbeugenden Brandschutz zusammengeschlossen. Hinzu kommen qualifizierte Brandschutzbetriebe, die Produkte der Hersteller errichten und warten. Die Mitgliedsfirmen des bvfa sind weltweit im Brandschutz tätig.

## Geschichte
Der Verband wurde 1972 in Hagen als Bundesverband Feuerlöschgeräte und -anlagen e. V. gegründet. Beteiligt waren Errichter für Wasser-Löschanlagen und Spezial-Löschanlagen sowie Hersteller der Feuerlöschgeräte-Industrie.
In den 1990er Jahren wurden die Fachgruppen Löschmittel und Löschwassertechnik gegründet. Sie bilden heute gemeinsam mit der Fachgruppe Feuerlöschgeräte-Industrie den Bereich „mobile Löschtechnik“.
Die stationäre Löschtechnik war lange Jahre vertreten durch die Fachgruppen Wasser-Löschanlagen und Spezial-Löschanlagen. Im Jahre 2000 wurden zwei weitere Fachgruppen gegründet: Komponenten (Zubehör für Sprinkleranlagen) und Ansteuerung (von Löschanlagen).
Mit der Gründung der Fachgruppe Baulicher Brandschutz 2004 hat sich der bvfa umbenannt in Bundesverband Technischer Brandschutz e. V.

## Zielsetzung
Die Mitgliedsunternehmen haben sich das Ziel gesetzt, Systemgedanken des technischen Brandschutzes in Deutschland voranzubringen, um die Sicherheit von Menschen, Sachwerten und Umwelt zu garantieren. In den Forschungs- und Entwicklungsabteilungen der Mitgliedsfirmen wird praxisorientiert an der Optimierung bestehender und der Entwicklung neuer, innovativer Löschtechniken gearbeitet.
Um effiziente Ergebnisse zu erzielen, arbeitet der bvfa eng mit Behörden, Gesetzgeber, Normungsinstituten, Sachversicherern, Berufsgenossenschaften und Verbänden zusammen. Die aus dieser intensiven Zusammenarbeit resultierenden Ergebnisse und Erkenntnisse zu den wichtigen Themen der Branche setzt der bvfa in aktuelle Informationen um.

## Fachgruppen
Die Mitgliedsfirmen sind in acht Fachgruppen organisiert:

### Feuerlöschgeräte-Industrie
Nahezu alle deutschen Hersteller sind in dieser Fachgruppe vertreten. Neben der Produktion von Feuerlöschern bieten die Firmen auch die Wartung mit eigenen Kundendiensten an oder vermitteln Kontakte zu angeschlossenen freien Kundendienstbetrieben. Produziert werden tragbare und fahrbare Feuerlöscher für das Inland und im erheblichen Maße für den Export.

### Löschmittel-Hersteller
Die in der Fachgruppe vertretenen Löschmittelhersteller repräsentieren nahezu vollständig alle deutschen Hersteller dieser Branche. Angeboten wird die vollständige Palette der in Deutschland zugelassenen Löschmittel wie beispielsweise Feuerlöschpulver, Schaumlöschmittel oder Fettbrand-Löschmittel. Kunden sind die Feuerlöschgeräte-Hersteller, aber auch die Hersteller von stationären Löschanlagen, gewerbliche Kunden und insbesondere auch die Feuerwehren. Ein erheblicher Teil der Produktion geht in den Export.

### Löschwassertechnik
Die Mitgliedsfirmen planen und errichten stationäre Löschwassertechnik in Gebäuden. Produziert werden Wandhydranten, Füll- und Entleerungsstationen, Schränke für Brandschutzeinrichtungen, Armaturen und Spezialeinrichtungen für die technisch einwandfreie Trennung von Trink- und Löschwasser.

### Baulicher Brandschutz
Die Mitgliedsfirmen sind Hersteller, Systemanbieter/-Verarbeiter beziehungsweise Spezialanbieter von bauaufsichtlich zugelassenen Einrichtungen und Konstruktionen für den Brandschutz von Gebäudeteilen sowie Installationen zur Verhinderung vor ungehinderter Brandweiterleitung bei Kabeln, Rohrleitungen, Klima-/Lüftungs- und Förderanlagen.

### Komponenten
Die Mitgliedsfirmen der Fachgruppe Komponenten des bvfa produzieren FM- oder VdS-anerkannte Bauteile für stationäre Löschanlagen wie beispielsweise Zubehör für Sprinkleranlagen, Löschdüsen oder Alarmventile. Der Export in den europäischen Wirtschaftsraum sowie darüber hinaus umfasst einen wesentlichen Anteil am Umsatz der Mitgliedsfirmen.

### Ansteuerung
Die Mitglieder dieser bvfa-Fachgruppe verfügen über eine VdS-Anerkennung für die Ansteuerung von stationären Löschanlagen. Brandmeldeanlagen zur automatischen Ansteuerung von Feuerlöschanlagen müssen spezifischen Anforderungen genügen, die sich von denen zur reinen Brandfrüherkennung und Alarmmeldung unterscheiden. Hergestellt werden hochspezialisierte Ansteuerungstechniken für Löschanlagen.

### Spezial-Löschanlagen
In dieser Fachgruppe sind die Hersteller von stationären Löschanlagen vertreten, die nicht das Löschmittel Wasser verwenden. Voraussetzung der Mitgliedschaft ist die VdS-Anerkennung (Ausnahme: Kleinlöschanlagen). Produkte sind beispielsweise: Löschanlagen mit Inertgasen, chemischen Gasen, Funkenlöschanlagen oder Anlagen zur Brandvermeidung durch Sauerstoffreduktion mittels Stickstoffzufuhr.

### Wasser-Löschanlagen
Dieser Fachgruppe gehören die meisten deutschen Anbieter von Stationären Wasser-Löschanlagen an. Voraussetzung der Mitgliedschaft ist die VdS-Anerkennung. Die Mitgliedsfirmen sind nicht nur in Deutschland, sondern europaweit, teilweise sogar weltweit tätig. Die Mitglieder dieser Fachgruppe errichten Löschanlagen mit dem Medium Wasser wie beispielsweise Sprinkler-Anlagen, Sprühwasser-Löschanlagen, Wassernebel-Anlagen oder Schaumlöschanlagen.

## Verbandsarbeit
Schwerpunkte der Arbeit des bvfa:
- Produktaufklärung und Information.
- Enge Zusammenarbeit und Partnerschaft mit dem VdS auch auf internationaler Ebene.
- Intensive Mitarbeit in der Normung (DIN, CEN, ISO) und bei der Erarbeitung von Richtlinien (VdS, DGUV, Insurance Europe), um dort die technisch anspruchsvollen Lösungen des Brandschutzes zu erfassen.
- Die enge Partnerschaft mit den Kunden und die ständige Weiterentwicklung der Löschmittel.
- Information von Planern, Feuerwehren und Sanitär-Handwerk über die Besonderheiten der Löschwassertechnik. Der bvfa hat hierzu als zentrales Werk das Prüfbuch geschaffen.
- Förderung der Fachinteressen und der geschäftlichen Bedeutung zum wirtschaftlichen Vorteil der Mitgliedsfirmen.
- Durchsetzung des hohen Qualitätsstandards der in den Fachgruppen versammelten Firmen.
- Der bvfa bietet Unterstützung bei der Vermarktung von Komponenten auf europäischen und weltweiten Märkten, zum Beispiel durch Publikationen und Messebeteiligungen.

## Sprinkler Protected Award – bvfa-Gütesiegel
Seit 1993 werden in Deutschland öffentliche Gebäude für vorbildlichen Brandschutz mit dem Qualitätssiegel „Sprinkler Protected“ ausgezeichnet. In den vergangenen zehn Jahren ging das Prädikat an mehr als 40 exponierte Objekte in allen Teilen der Bundesrepublik Deutschland. Darunter sind der Landtag Rheinland-Pfalz in Mainz, die Allianz Arena in München, die Elbphilharmonie in Hamburg etc. Zentraler Gedanke ist der Schutz von Menschenleben. Das Bewusstsein für den technischen Brandschutz zu stärken ist Sinn und Zweck von „Sprinkler Protected“. Für die Auszeichnung gelten strenge Kriterien. So muss die Sprinkleranlage von einem anerkannten Fachunternehmen geplant, eingebaut und von einer anerkannten Prüfstelle abgenommen worden sein.

## Publikationen
- Brandschutz Kompakt ist der Informationsbrief des bvfa. Er greift viermal jährlich hochaktuelle Themen und Diskussionen auf, liefert Daten und Fakten und bietet nach Möglichkeit in jeder Ausgabe ein Interview mit einem Fachmann. Brandschutz Kompakt richtet sich an Fachplaner, Ingenieure, Betreiber, Behörden, Feuerwehren und alle, die regelmäßig über den vorbeugenden Brandschutz informiert sein wollen.
- In der Reihe Brandschutz Spezial gibt es bislang folgende Veröffentlichungen:
  - Brandschutz Spezial – Archive, Bibliotheken, Museen, Denkmäler,
  - Brandschutz Spezial – Feuerlöschanlagen,
  - Brandschutz Spezial – Feuerlöschgeräte, Löschmittel, Löschwassertechnik,
  - Brandschutz Spezial – Baulicher Brandschutz.[2]
- Feuerlöscher-Rechner App zur Ermittlung und Dokumentation der erforderlichen Brandschutzmaßnahmen in Arbeitsstätten gemäß ASR A2.2[3]
- Merkblätter und Positionspapiere zu verschiedenen Themen des Technischen Brandschutzes[4]
- Fachwörterbuch Spezial-Löschanlagen. Diese Broschüre beinhaltet die wichtigsten Fachwörter zum Thema Spezial-Löschanlagen.[5]

## Veranstaltungen
Der bvfa veranstaltet jährlich im Rahmen der FeuerTRUTZ Messe in Nürnberg die Fortbildungsveranstaltung BrandschutzDIREKT. Die Themen der Tagung drehen sich rund um den anlagentechnischen Brandschutz.
Im Programm der Braunschweiger Brandschutztage ist der bvfa ebenfalls jährlich mit mehreren Vorträgen zum Thema anlagetechnischer Brandschutz vertreten.